# Kälberfeld
Kälberfeld ist ein Ortsteil der thüringischen Gemeinde Hörselberg-Hainich im Wartburgkreis.

## Geografie
Die Landschaft um Kälberfeld zählt im Süden zum Gebiet der Waltershäuser Vorberge, diese Berge und Erhebungen bestehen in der Mehrzahl aus Buntsandstein. Nördlich der Hörsel erhebt sich der Große Hörselberg, er gilt mit 484 m ü. HN als der höchste Punkt Kälberfelds. Der Kambühl im Süden von Kälberfeld ist ein vollständig bewaldeter Berg, seine Höhe beträgt 453,9 m ü. HN. Durch den Ort fließt die Hörsel. Seit Jahrtausenden versickert ein Teil des Flusswassers der Hörsel bei Kälberfeld und gelangt unter den Hörselbergen in das Nessetal, wo es in den Nachbarorten Ettenhausen an der Nesse, Melborn und Wenigenlupnitz in Karstquellen wieder zu Tage tritt. Die geographische Höhe des Ortes beträgt 260 m ü. NN.

## Geschichte
Der Ort wurde 1318 erstmals als Kelberveld erwähnt. Weitere Schreibweisen des Ortsnamens sind Kelbirveld und Kelberfeldt (1658). Der Anlass der Ersterwähnung musste den beteiligten Thüringer Adeligen Friedrich von Salza, Otto von Vanre und den Brüdern Albrecht und Friedrich von Wangenheim peinlich sein, sie mussten für ihre Missetaten Buße tun und dem Erzbischof Peter von Mainz ein hohes Buß- und Lösegeld sowie jährliche Einkünfte überlassen, um den gegen sie verhängten Kirchenbann zu lösen. Ihr Vergehen war Wegelagerei und die Entführung des Bischofs Albrecht I. von Anhalt auf die Burg Brandenfels, der dort monatelang in Kerkerhaft blieb.
Nach der Siedlungstypologie zählt Kälberfeld zu den Hagenhufendörfern, einer Sonderform der Waldhufendörfer. Das Dorf hatte einen Schulzen als Dorfoberhaupt, er saß auf dem Schulzengut. Als Gerichtsherren des Ortes traten die Wangenheimer in Erscheinung, welche auch als Patronatsherren über die Nachbarorte eingesetzt waren. Der später zum Wintersteiner Amts- und Gerichtsbezirk zusammengefasste Wangenheimer Besitz (Wangenheimsches Gericht) umfasste südlich der Hörselberge sechs Waldhufendörfer, es waren Schloss und Dorf Winterstein, die Dörfer Kahlenberg, Schönau, Deubach und Sondra. Weitere Rechte und Besitzungen gab es in Fischbach, Sättelstädt. Innerfamiliäre Teilungen, Erbschaften und Verpfändungen hinterließen eine Vielzahl von Urkunden, die im 19. Jahrhundert Grundlage für eine umfangreiche Familienchronik der Wangenheimer waren.
Seit 1513 wurde der aus 15 bis 20 Höfen bestehende Ort Kälberfeld von verschiedenen Abkömmlingen der Wangenheimer (Wintersteiner Zweig) besessen, auch eine Mühle gehörte den Wangenheimern. 1638 wurde auch der Weinberg am Südhang des Kirschberges im Besitz des Jägermeisters Christoph von Wangenheim vernichtet. Nach dem Dreißigjährigen Krieg waren die 500 Schafe im Kälberfelder Schafhof das als Wangenheimer Vorwerk diente, untergebracht, es gehörte je zur Hälfte zum vorderen und zum mittleren Wintersteiner Schloss. Nach dem Krieg erhielt der verwüstete Ort die an den Steilhängen des Großen Hörselberges angewachsenen Holzungen als Gemeindebesitz geschenkt.

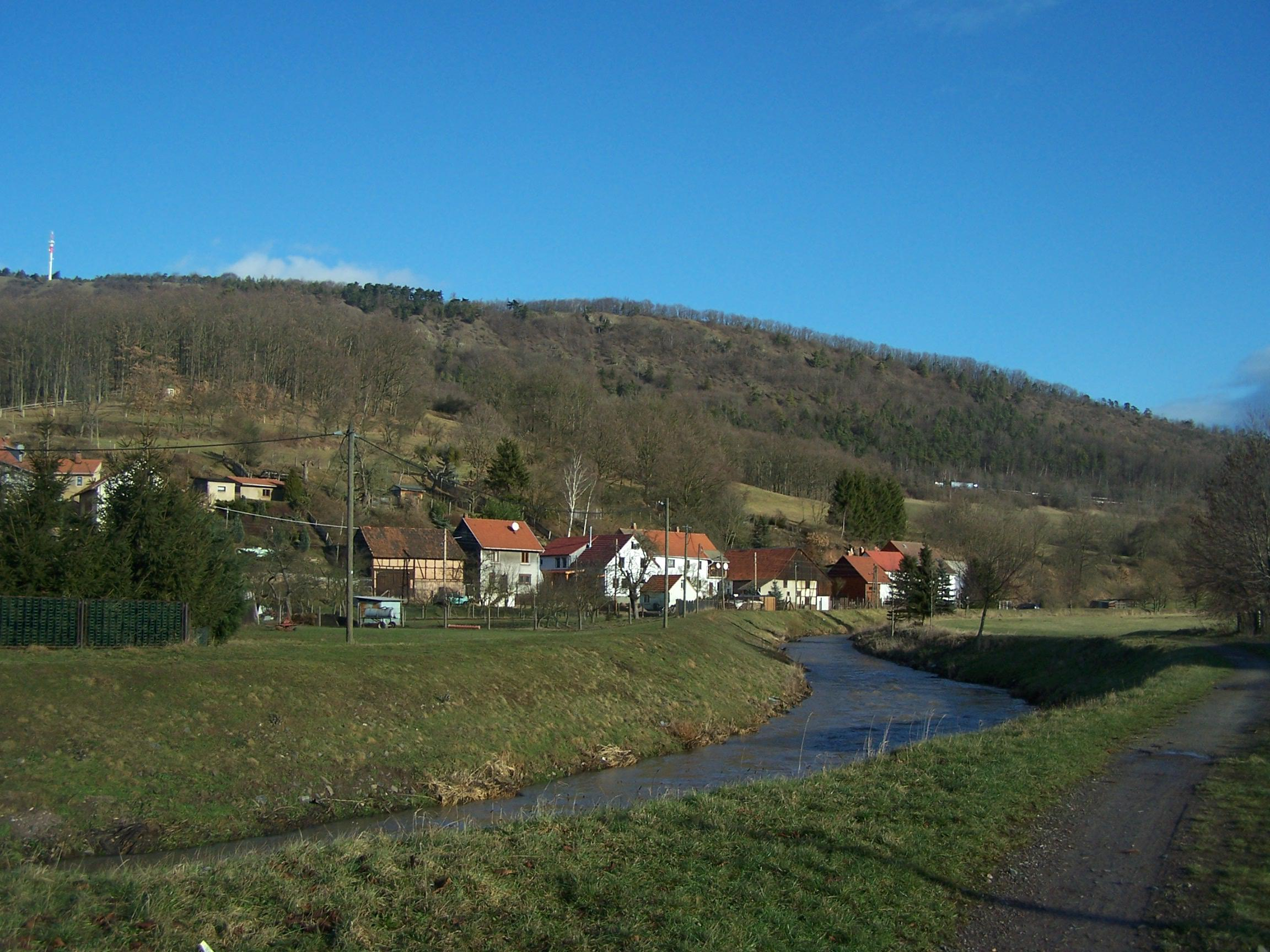
Das Ortsbild

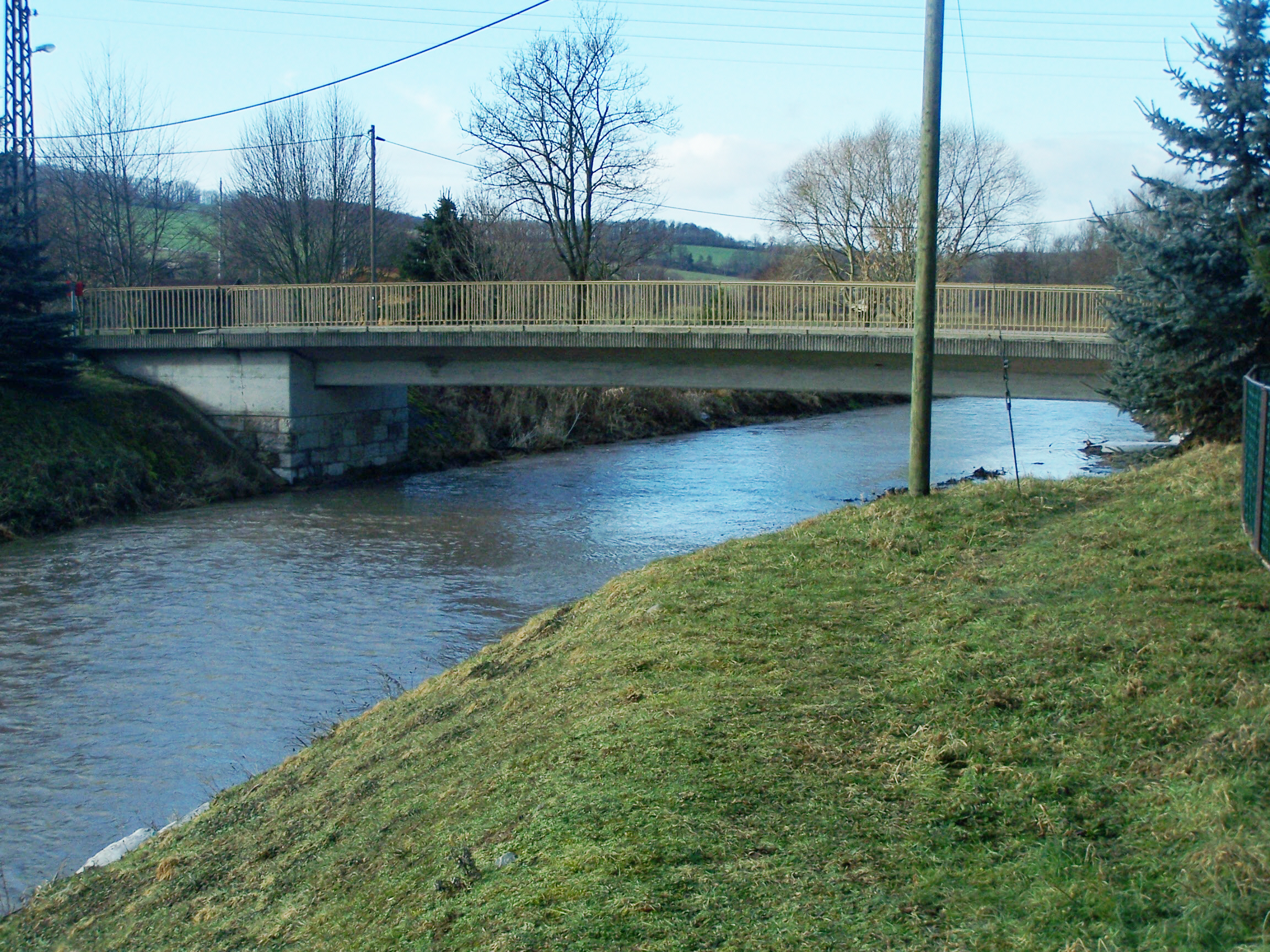
Die erneuerte Hörselbrücke

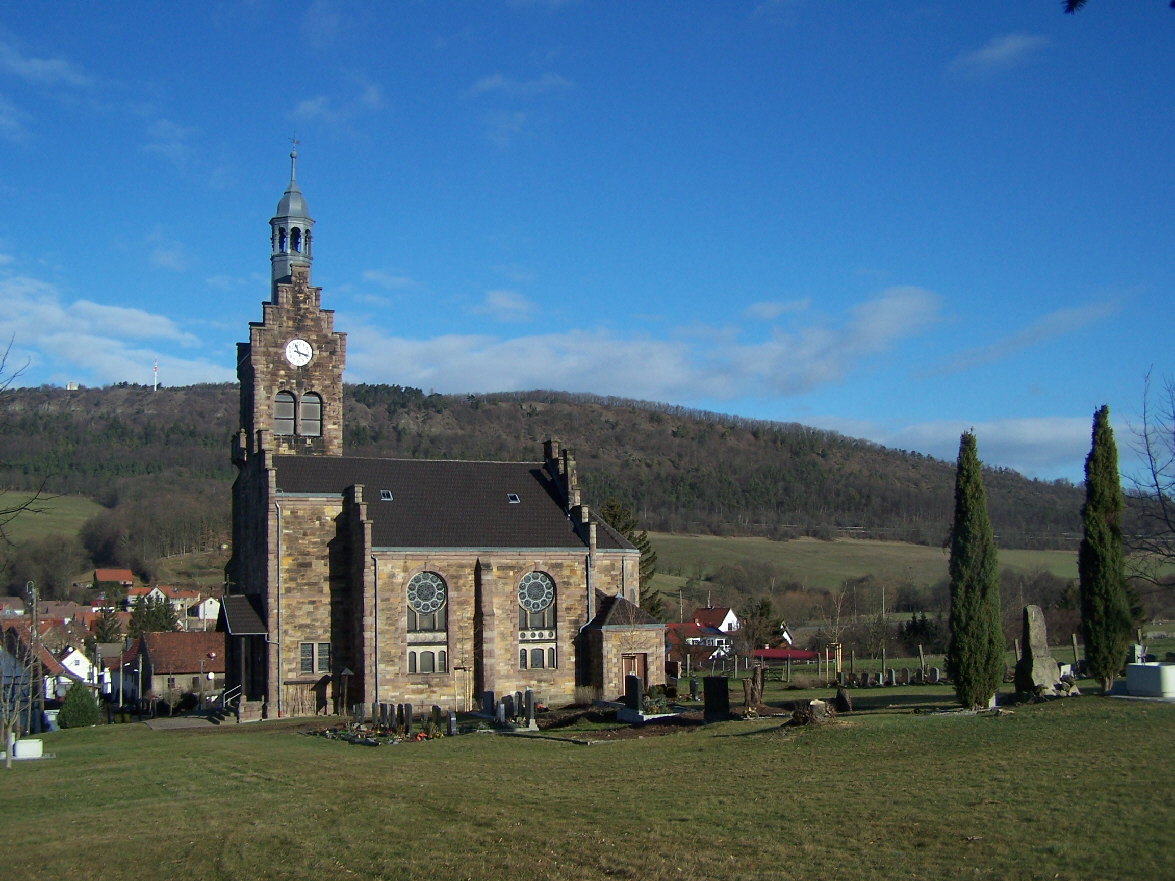
Die Kälberfelder Lutherkirche

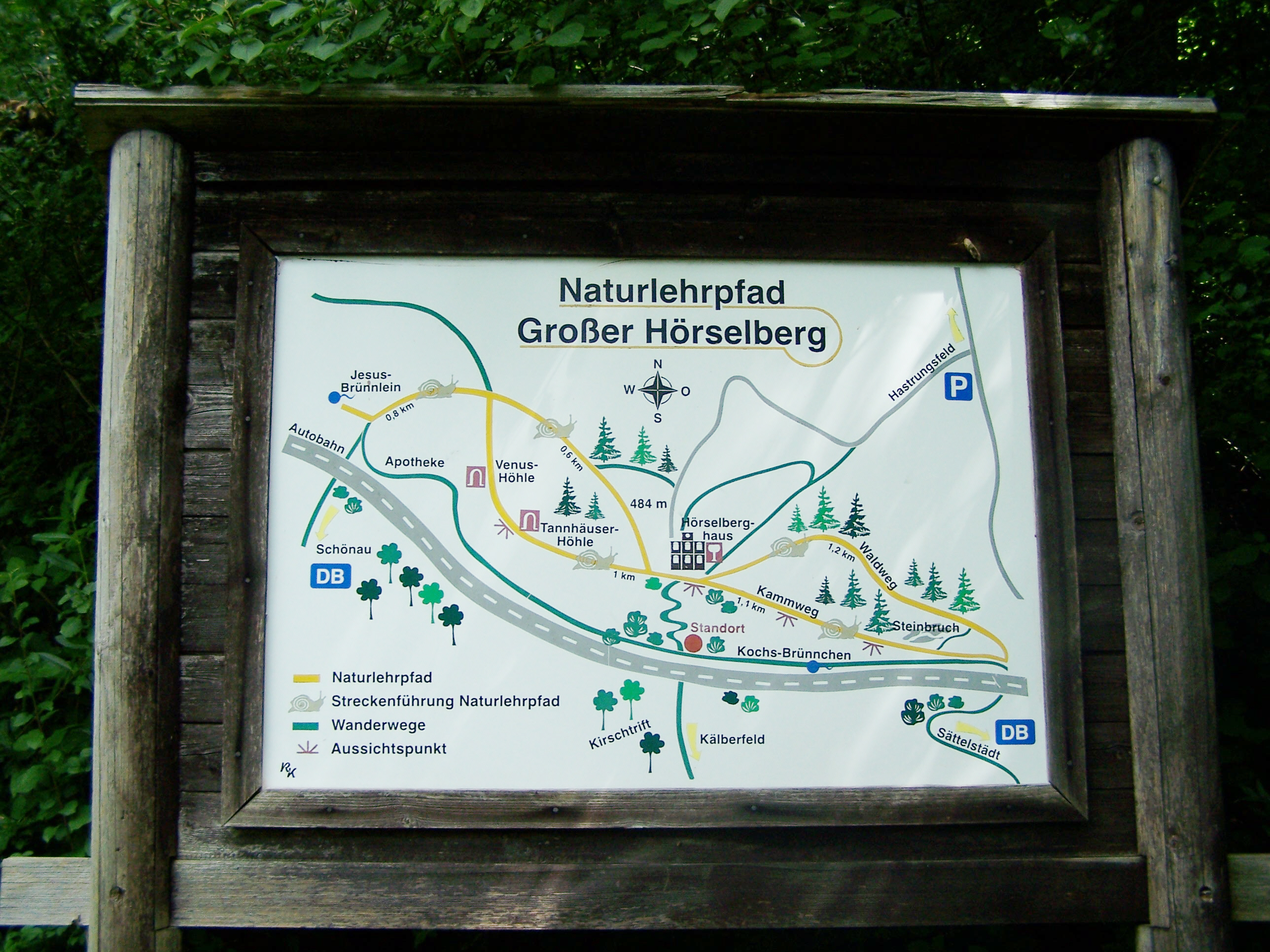
Wanderwege erschließen den Hörselberg

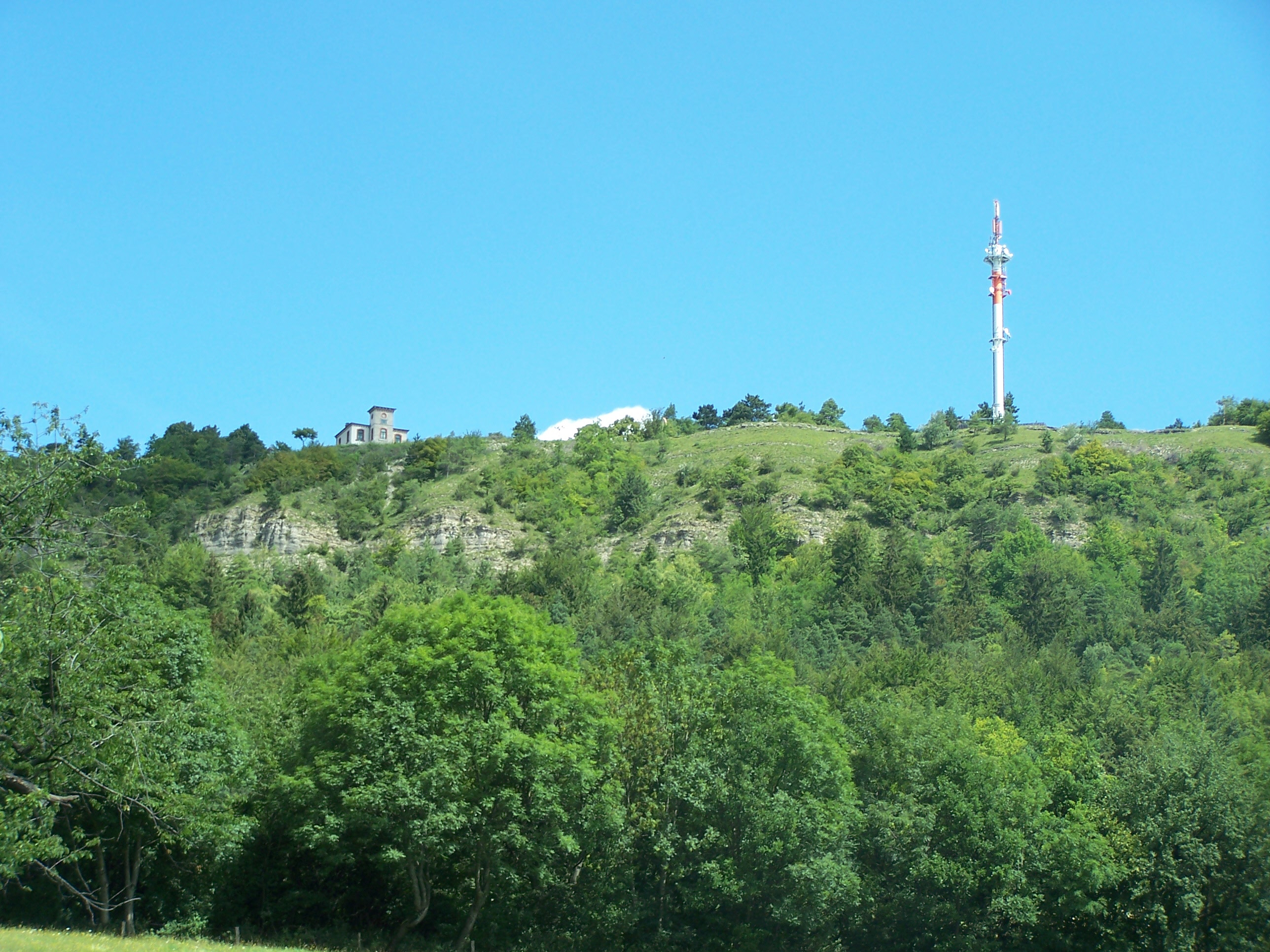
Blick zum Großen Hörselberg

Die Herrschafts- und Lebensverhältnisse im Dorf Kälberfeld um 1775 beschreibt Johann Georg August Galletti als Gothaer Historiograph in seiner Geschichte und Beschreibung des Herzogthums Gotha
Der Ort hat nur wenig und noch dazu schlechte Länderey. Die Einwohner müssen sich daher von Holzarbeit nähren, und um Tagelohn arbeiten. Die vielen Obstbäume, welche in der Flur stehen, geben den Einwohnern Gelegenheit, mit Eßigmachen ein Gewerbe zu treiben. Die Hörsel fließt an dem Ort vorbey, und treibt eine Mühle. Viele Einwohner haben ihr eigenes Fleck, wo sie fischen dürfen. An huten Wiesen fehlt es nicht und die Trift ist unverbesserlich. Der Ort besteht aus 52 Häusern und 2 wüsten Hofstätten. (...) Die alte Kirche ist 1726 ausgebessert worden. Sie ist eine Tochter der Kirche zu Sättelstädt. Erst in diesem Jahrhundert hat der Ort seinen eignen Schullehrer bekommen. Der Gemeine besitzt weiter nichts, als die Braugerechtigkeit und die Schäferey.
Der Ort besitzt heute zwei Siedlungskerne. Der ältere Teil des Dorfes liegt nördlich der Hörsel, in hochwassersicherer Lage. Mehrfach im Jahr sorgten Hochwasser für eine Unterbrechung der Verbindung zwischen beiden Ortsteilen, da der etwa 200 m lange Verbindungsweg und die Bahnunterführung überflutet wurden. Beim Frühjahrshochwasser 1961 organisierte die Freiwillige Feuerwehr acht Tage mit Schlauchbooten einen Fährdienst und pumpte zahlreiche Keller aus. Die Hochwasserschutzbauten wurden in den folgenden Jahrzehnten mehrfach verstärkt.
Kälberfeld liegt im Straßenverlauf der Via Regia, der Verkehr auf der Durchgangsstraße förderte die Entstehung des südlichen Dorfkerns, der jedoch nur wenige Meter über dem Uferniveau der Hörsel liegt und in der Vergangenheit vielfach von Hochwasser heimgesucht wurde. Die Ortschaft Kälberfeld hatte schon früh eine eigene Kirche, ein Wirts- oder Schankhaus und eine Schmiede. 1729 wurde die erste Schule erbaut. Auch eine Mühle wird erwähnt, sie befand sich an der Hörsel und erhielt schon 1910 einen Generator zur Stromerzeugung.
Mit dem Bau der Eisenbahnstrecke Gotha–Eisenach wurde die bisherige Dorfkirche zum Streitfall der Gerichte. Die Kirchgemeinde beklagte den ständigen Lärm und die Erschütterungen durch den Bahnbetrieb, schließlich kam die herzogliche Verwaltung in Gotha dem Gesuch um einen Neubau am Ortsrand nach. Die mit dem Kirchenbau verbundene Neuanlage eines Friedhofes hatte die Bauarbeiten verzögert, man tat sich schwer, eine geeignete Stelle zu erwerben. Die neu errichtete Kirche wurde als Lutherkirche geweiht und ist im historistischen Baustil errichtet worden. Die alte, spätromanische Dorfkirche an der Bahntrasse fiel wenige Wochen später der Spitzhacke zum Opfer.

## Kultur und Sehenswürdigkeiten
Im Ort Kälberfeld gibt es mehrere Vereine, die das kulturelle Leben im Ort prägen.
- Die erste Feuerwehr in Kälberfeld entstand schon im 19. Jahrhundert, 1889 erhielt sie eine mit Pferden zu bespannende Handdruckspritze. Die Freiwillige Feuerwehr Kälberfeld zählt zu den mitgliederstärksten Vereinen im Ort.
- Der Kälberfelder Gesangsverein wurde 1924 gegründet. Er wurde bei Festen und Familienjubiläen gerufen. Nach dem Zweiten Weltkrieg entstand im Ort auch ein Kälberfelder Volkschor der bis 1958 bestand. Nach der Wende traten die Kälberfelder Vereinsmitglieder dem Sättelstädter Liederreigen bei.
- An der Hauptstraße befindet sich das Vereinshaus des Kleintierzüchtervereins. Der Ort dient mehrmals im Jahr stattfindenden Tierschauen.
- Der Kälberfelder Schützenverein wurde 1927 gegründet. Das heutige Vereinsheim mit neuer Schießanlage befindet sich am Westrand des Ortes (Kahlenberger Weg); es wird für Training und Wettbewerbe der Kleinkaliberschützen genutzt.

Zu den Sehenswürdigkeiten des Ortes zählen
- Die Lutherkirche am südlichen Ortsrand mit Friedhof und Gefallenendenkmal: Die Kirche wurde im Jahre 1905 erbaut. Am 26. April 1905 war die Grundsteinlegung. Die Kirche ist der Nachfolgebau eines Gotteshauses, das im Zuge der Verlegung einer neuen Bahntrasse durch das Hörseltal trotz erheblichen Widerstands der Dorfbewohner weichen musste. Die Steine der alten Kirche finden sich heute in den Mauern der neuen Kirche und auf den Wegen zu ihr. Architekt der Kirche war Alfred Cramer aus Gotha. Die Kirche wurde von 1993 bis 2013 innen mit einem finanziellen Aufwand von 450.000 Euro saniert.[5]
- Das bereits 100-jährige Vereinshaus (und Ausflugsgaststätte) auf dem Großen Hörselberg.
- Die Venus- und die Tannhäuserhöhle auf dem Großen Hörselberg
- Die Gaststätte „Zum Bärenjäger“ mit einem von Kurt Hornschuh gemalten Ölbild zur Kälberfelder Bärenjagd.

## Wirtschaft, Infrastruktur und Verkehr
Kälberfeld ist ein landwirtschaftlich geprägter Ort, man setzt auf sanften Tourismus. Zum Ort gehört auch das auf dem Gipfelplateau des Großen Hörselberges erbaute Hörselberghaus.
Durch Kälberfeld verläuft die Landesstraße L 3007, welche bis 2010 Teil der Bundesstraße 7 war. Der nächstgelegene Autobahnanschluss an der A 4 befindet sich etwa drei Kilometer östlich bei Sättelstädt. Die Thüringer Bahn durchquert die Ortschaft ohne Haltestelle. Die nächstgelegenen Haltepunkte befinden sich in Sättelstädt und in Schönau, dem zur Gemeinde Wutha-Farnroda gehörenden, zwei Kilometer westlich von Kälberfeld gelegenen Nachbarort.

## Sonstiges
- Das Dorf war als Erzeuger von wohlschmeckendem Essig bekannt, der nach gehüteten Rezepten aus Obst erstellt wurde.
- Als Zeugnisse eines derben Volkshumors bildeten sich bereits vor Jahrhunderten Besonderheiten des jeweiligen Dorfes charakterisierende Neck- und Spitznamen heraus. Demnach lebten hier im Ort die Kälberfelder Bärenjäger. In der gleichnamigen Gaststätte im Ort befindet sich das Wandbild „Die Kälberfelder Bärenjagd am Hörselberg im Jahre 1878“ vom Heimatmaler Kurt Hornschuh. Es thematisiert den Tod eines vom Nachbardorf Sättelstädt entflohenen Schäferhundes, der wohl wegen seiner Größe und zottigen Gestalt von einem offenbar kurzsichtigen oder angetrunkenen Kälberfelder Jäger mit einem Bären verwechselt wurde, und Stunden später durch eine Treibjagd zur Strecke gebracht wurde.